# زورق إنزال
زورق إنزال عبارة عن قوارب مائية صغيرة ومتوسطة الحجم، تستخدم لنقل قوة الإنزال ( المشاة والمركبات) من البحر إلى الشاطئ أثناء هجوم برمائي. المصطلح يستبعد سفن الإنزال، والتي تعتبر أكبر. إنتاج زوارق الإنزال بلغت ذروتها خلال الحرب العالمية الثانية، مع عدد كبير من تصاميم مختلفة تنتج بكميات كبيرة من قبل المملكة المتحدة والولايات المتحدة الأمريكية.
نظرًا للحاجة إلى الدخول إلى الشاطئ، كانت زوارق الهبوط في الحرب العالمية الثانية ذات قاع مسطح بدلاً من القوس العادي. هذا جعلها صعبة السيطرة وغير مريحة للغاية في الإبحار في الأجواء القاسية.

## روابط خارجية
- ملف الحقائق البحرية: مهبط الطائرات ، مبطنة بالهواء
- هبوط المشاة الحرفية (LCI) Assn. (usslci.com)
- NavSource.org هبوط مؤشر المشاة الحرفية (LCI) وبيانات الصور
- يو إس إس رانكين (AKA-103): صاحبة حرفة الهبوط
- هيرسي ، جون . "USS LCI 226". الحياة ، 27 مارس 1944 ، ص.   53-61.
- البحرية الأمريكية ، ONI 226 ، الحلفاء هبوط السفن والحرف ، أبريل 1944